# Julieta XLF
Julia Silla, más conocida como Julieta.xlf (Valencia, 1982) es una artista urbana española, especializada en postgrafiti. Es miembro del grupo XLF (Por la Face).

## Biografía
Julieta.xlf, licenciada en Bellas Artes por la Universidad Politécnica de Valencia, es especialista en ilustración por la Academia de San Carlos.

## Trayectoria
Empieza en el mundo del grafiti con dieciséis años, haciendo dibujos influenciados por Escif. Más tarde, se acerca al postgraffiti, a principios de la década del 2000. Es miembro de XLF desde 2003, momento en el que el grupo empieza a tener actividad. Muy activa en la ciudad de Valencia, tiene una iconografía de marcado carácter naif, cercana al arte oriental, con influencias del kawaii japonés y el pop psicodélico. Sus murales suelen estar protagonizados por niñas y mujeres, camaleónicas, sensibles, protagonistas de sus propias aventuras y reflexiones. Las obras de Julieta transmiten esperanza y conceptos como el crecimiento y el equilibrio vital, además de reivindicar aspectos esenciales como la fantasía, la creatividad, la naturaleza o la alegría de las personas y tiene la figura de la mujer como protagonista de sus propias aventuras y reflexiones.
Entre las influencias o artistas con estilo parecido encontramos a Nina, de Brasil, Os Gemeos y los catalanes Freaklub.

## Premios y Reconocimientos
Premio Bancaja de Pintura, Escultura y Arte Digital en 2008.
Premio adquisición de obra XXI Bienal de Pintura Vila de Paterna en Valencia en el 2006.
Premio  eWoman 2019, en la categoría de Arte digital y RRSS
En 2011 colaboró con el artista fallero Miguel Hache en la realización de varias fallas.

## Galería

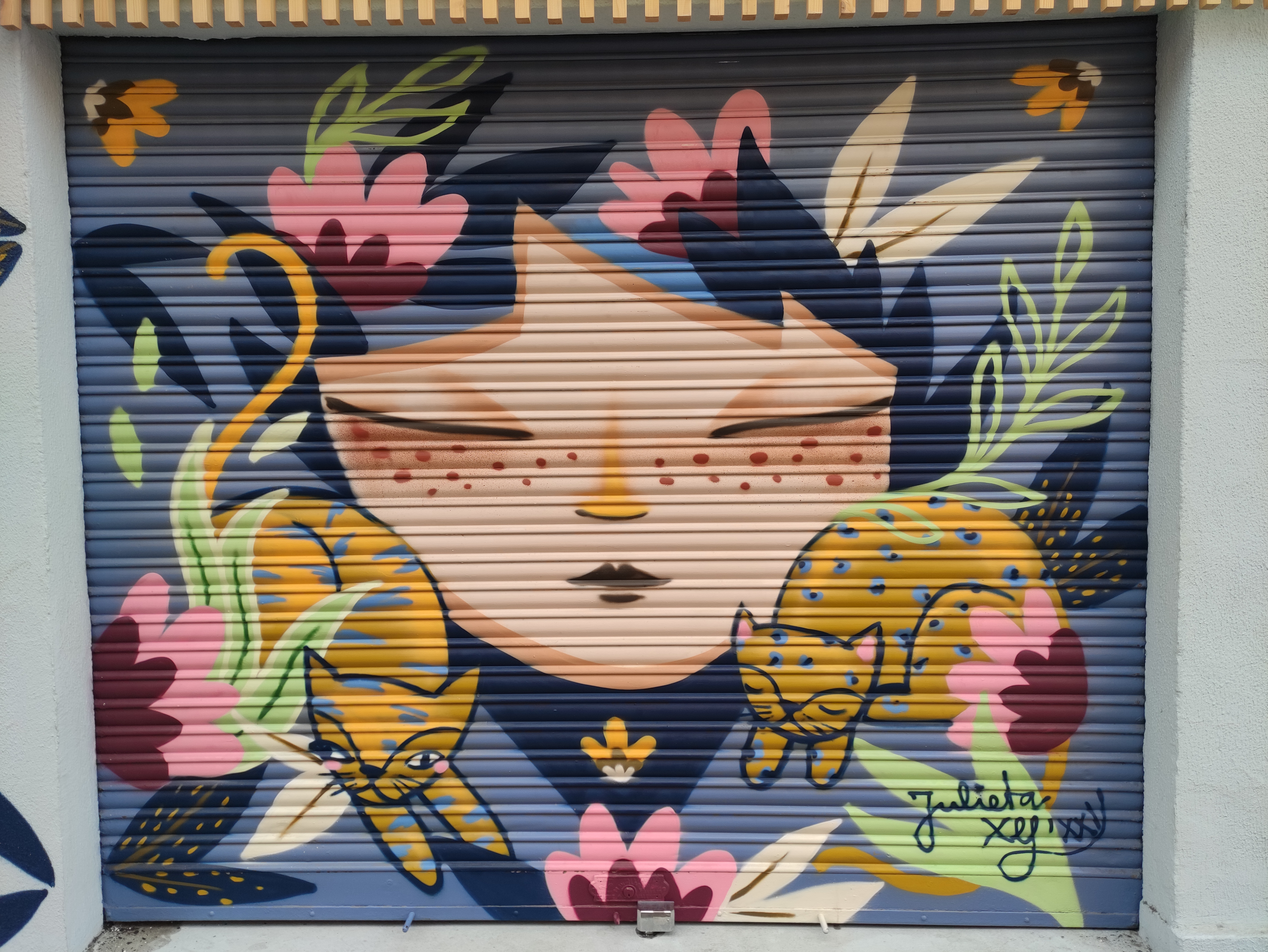
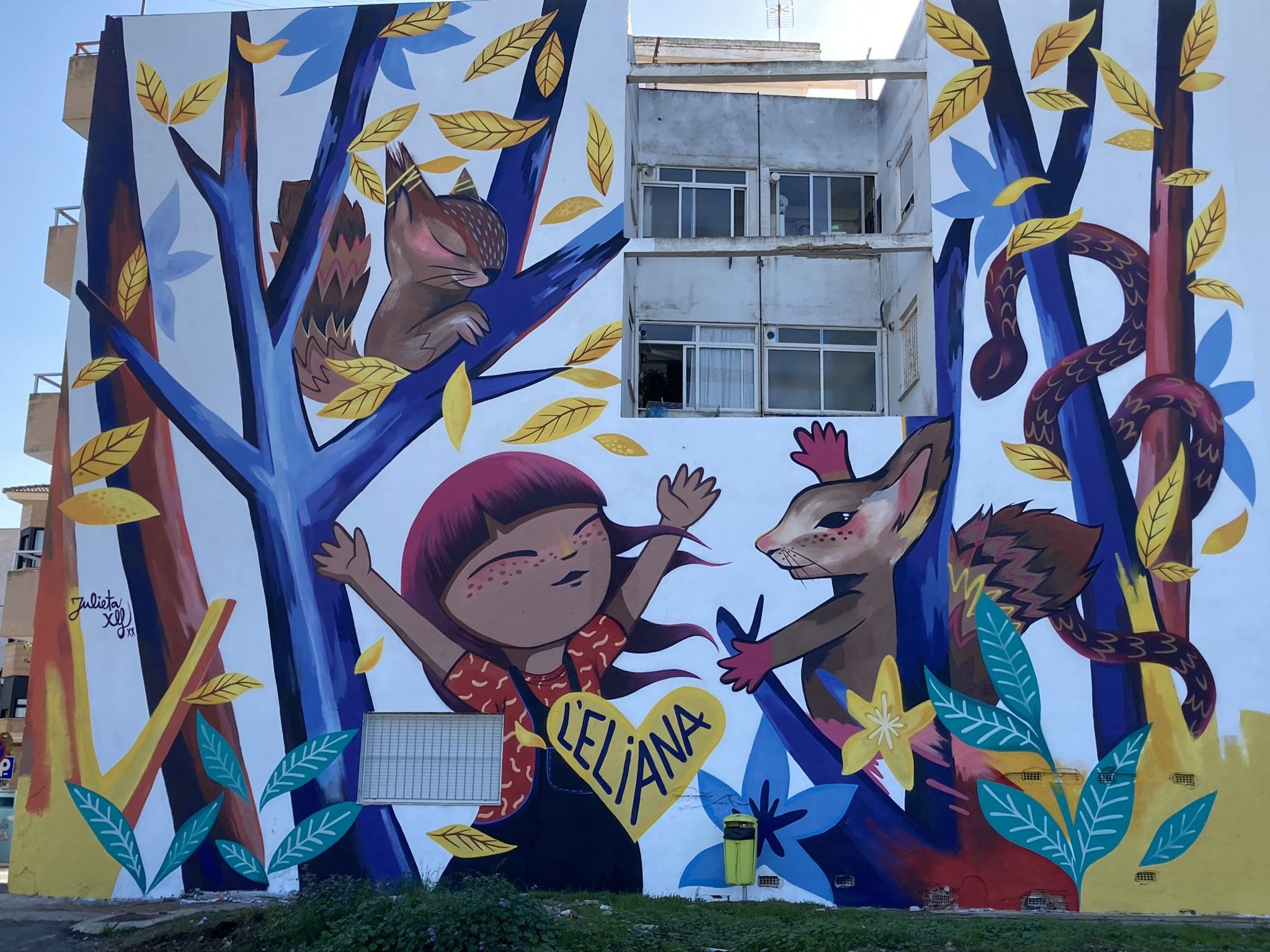
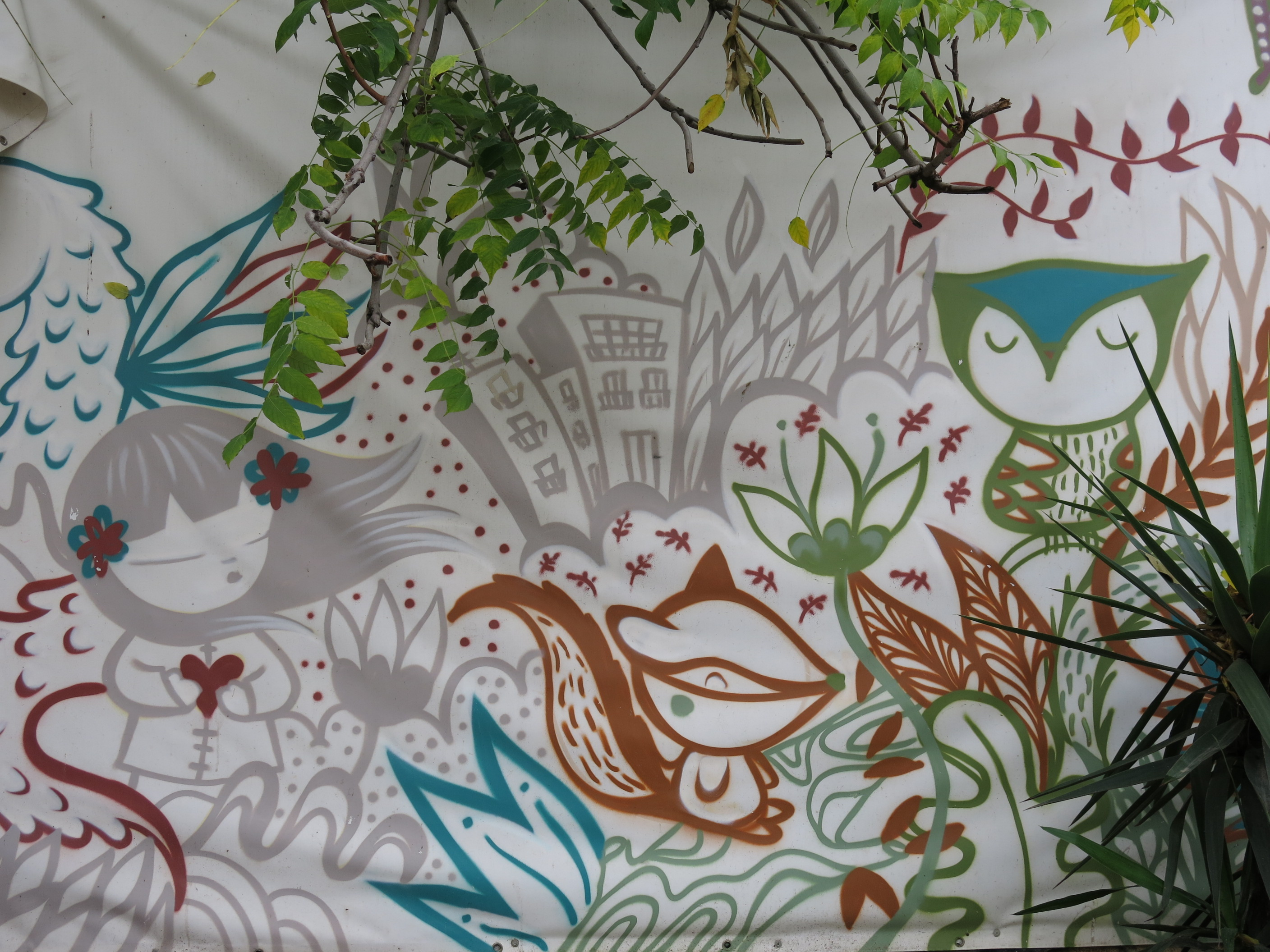
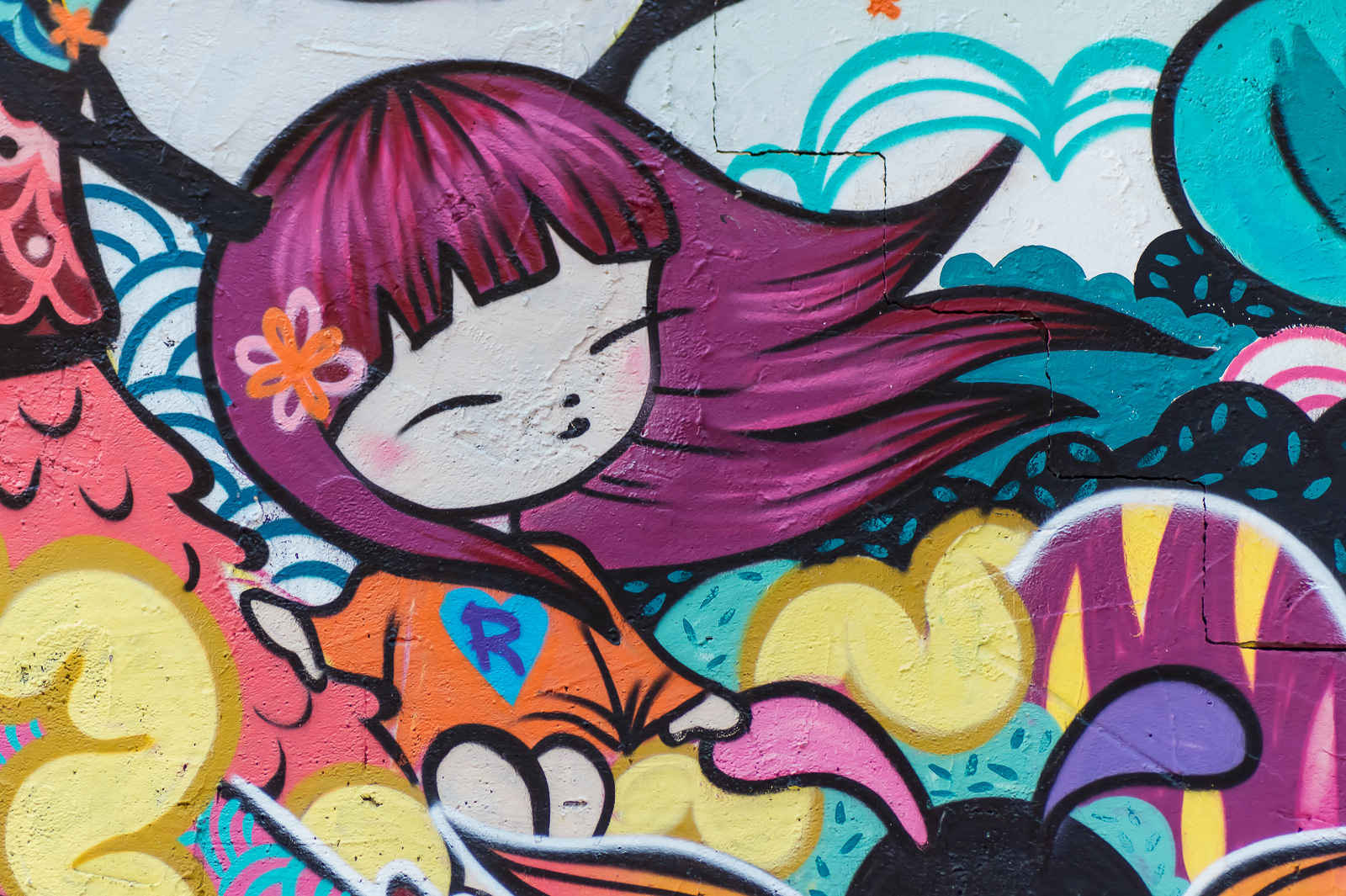